# خورخي راميريز (لاعب كرة قدم)
خورخي راميريز (بالإسبانية: Jorge Nelson Ramírez)‏ هو لاعب كرة قدم بيروفي في مركز الدفاع، ولد في 22 ديسمبر 1955. لعب مع نادي ميلغار أريكيبا.

## وصلات خارجية
- خورخي راميريز (لاعب كرة قدم) على موقع قاعدة بيانات كرة القدم.إي يو (الإنجليزية)
- خورخي راميريز (لاعب كرة قدم) على موقع ناشيونال فوتبول تيمز (الإنجليزية)